# Bula (listina)
Bula (latinsky bulla) je významná veřejnoprávní listina, vydaná papežem nebo císařem. Pojem se užíval pro panovnické výnosy ve středověku a pro papežské buly se užívá dodnes.

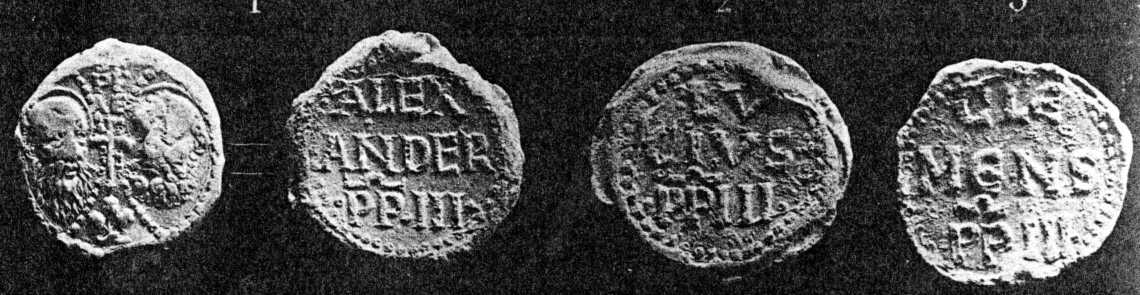
Olověné pečeti papežských bul (12. stol.)

## Historie

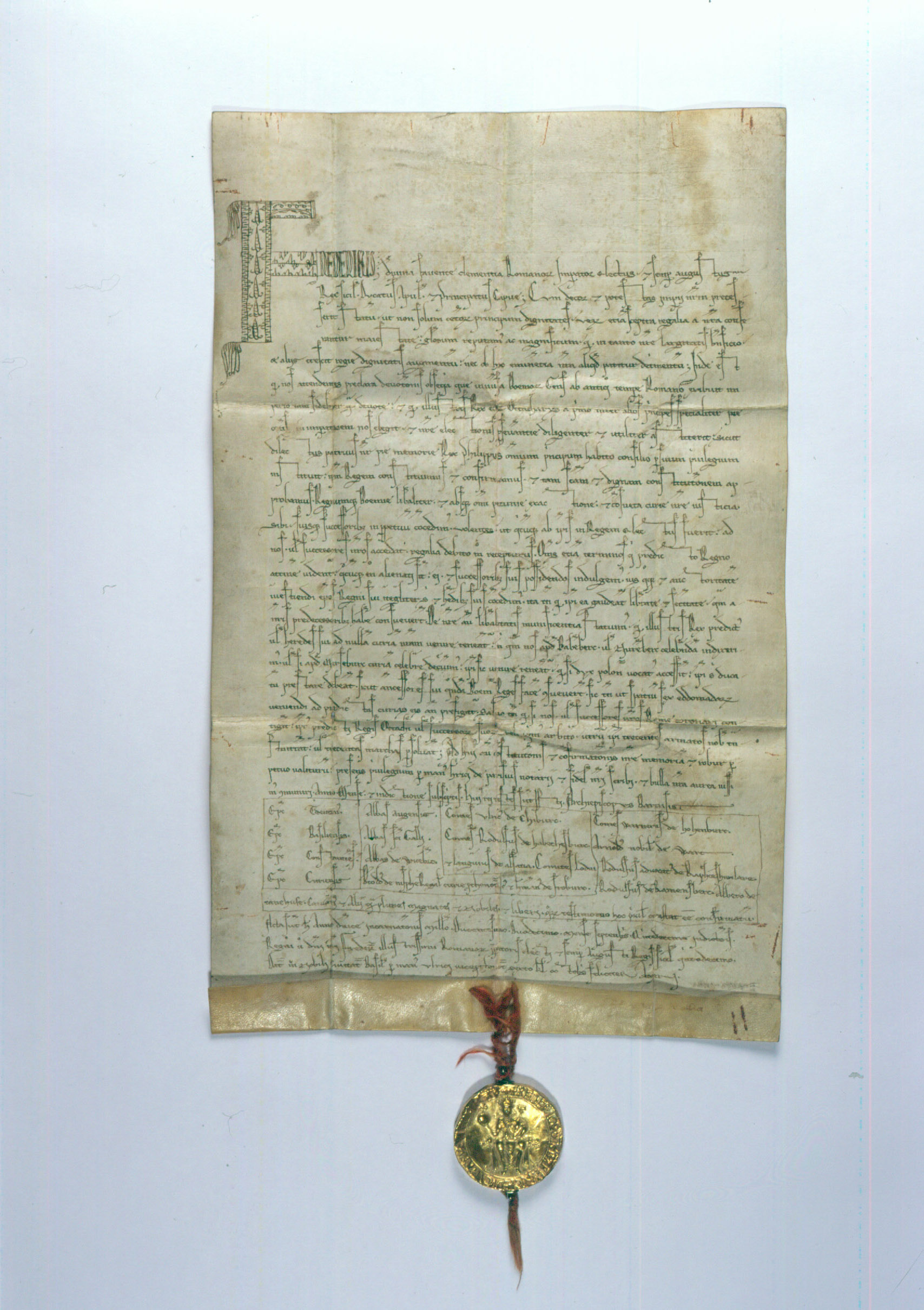
Zlatá bula sicilská (1212)

V antice slovo znamenalo nejprve pouzdro, které svobodní muži nosili na krku jako amulet. Vedle toho se užívalo i pro pečeti, zprvu kousky hlíny na koncích provázku, jímž byl ovázán svitek, svinutá listina. Do hlíny se někdy otiskovalo pečetidlo. V raném středověku nahradil hlínu vosk, který bylo třeba chránit pouzdrem. Papežské slavnostní listiny se pečetily olovem, byzantští a pak i římští císařové užívali i zlatou pečeť – odtud Zlatá bula. Slovo bula se v tomto významu vyskytuje až od 13. století a označuje mimořádně důležité listiny. Význam slova, které původně znamenalo pouzdro, se tak přenesl na pečeť v pouzdře, později i na zpečetěnou listinu. Do angličtiny slovo přešlo přes francouzštinu jako bill a znamená zákon nebo významnou listinu (například Bill of rights, Listina lidských práv), později i účet, směnku atd.

## Papežské buly
Od pozdního středověku se jako bula označují jen papežské listiny zvlášť významné a slavnostní, které začínají ustálenou formou „Já, N.N., biskup, služebník služebníků Božích“, načež následuje tak zvaný incipit, podle něhož se bula jmenuje a jak se na ni také odkazuje. První řádek se psal velkým a ozdobným písmem, na konci následuje datum (místo, den a rok), podpisy papeže nebo kancléře, podpisy svědků a pečeť. Na lícové straně pečeti byly hlavy apoštolů, svatého Petra a Pavla, na rubu jméno papeže a rok. Od 19. století se místo pečeti užívá červené razítko, ale mimořádně významné listiny se dodnes pečetí olovem. Dnes má většina papežských výnosů formu dopisu (breve) nebo encykliky (okružní dopis).

## Slavné buly
- Bula In nomine Domini papeže Mikuláše II., která stanoví způsob volby papežů sborem kardinálů (1059)
- Bula Sicut Judaeis papeže Kalixta II. proti násilnostem na Židech za První křížové výpravy (kolem 1120)
- Zlatá bula Hnězdenská papeže Inocenta II. (1136)
- Zlatá bula sicilská, kterou císař Fridrich II. Štaufský uděluje Přemyslu Otakarovi I. dědičný královský titul (1212)
- Bula Religiosam vitam papeže Honoria III., zakládající dominikánský řád (1216)
- Bula Solet annuere papeže Honoria III. schvaluje řeholi svatého Františka (1223)

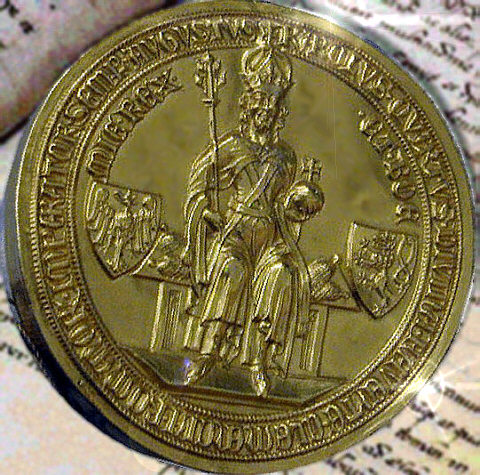
Pečeť Zlaté buly Karla IV. (1356)

- Bula Parens scientiarum papeže Řehoře IX. zaručuje nezávislost pařížské univerzity (1231)
- Bula Ad exstirpandam Inocenta IV. povoluje mučení při inkvizici (1254)
- Bula Vox in excelso Klementa V. ruší templáře (1312)
- Zakládací listina pražské univerzity císaře Karla IV. (1348)
- Zlatá bula Karla IV. o volbě císaře a uspořádání vlády v říši (1356).[2]
- Bula Decet romanum pontificem papeže Lva X. exkomunikuje Martina Luthera (1521)
- Bula Sublimus Dei papeže Pavla III. zakazuje otroctví amerických domorodců (1537)
- Bula Inter gravissimas papeže Řehoře XIII. zavádí gregoriánský kalendář (1582)
- Bula Pastor aeternus papeže Pia IX. definuje papežskou neomylnost (1870)
- Bula Humanae salutis papeže Jana XXIII. svolává Druhý vatikánský koncil (1961)

## Odkazy

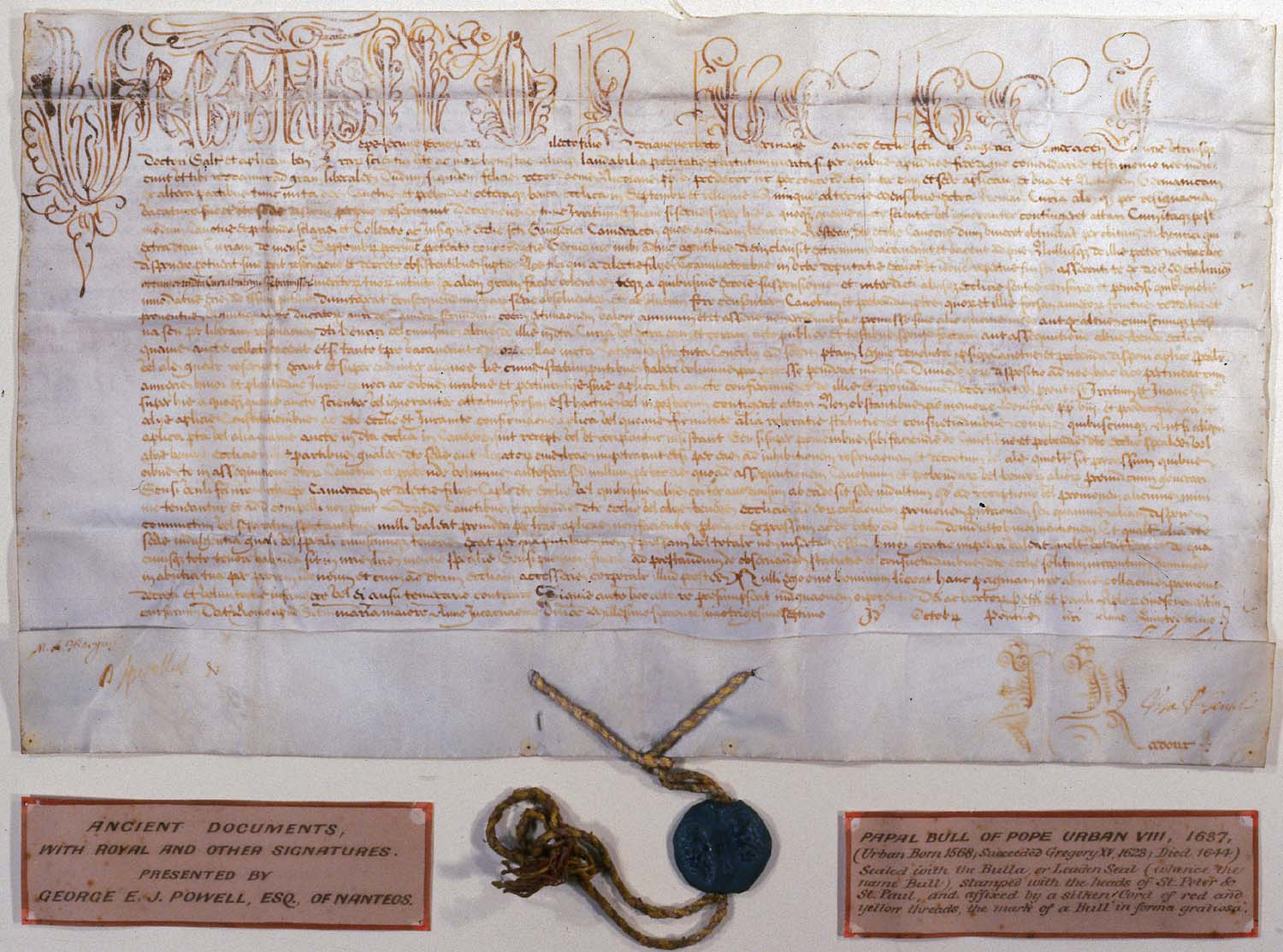
Bula papeže Urbana VIII. s olověnou pečetí (1637)